# Charles Castellani
Pour les articles homonymes, voir Castellani.
Charles Castellani (né à Bruxelles le 26 mai 1838 et mort à Bois-le-Roi le 1er décembre 1913), est un peintre d'histoire, plus particulièrement de batailles, un panoramiste et un auteur dramatique naturalisé français en 1874.

## Biographie
Élève d'Élie Delaunay et d'Adolphe Yvon, il expose au Salon des artistes français dès 1868 où il présente sa toile Clairon de zouaves. Il prend part à la Guerre de 1870 puis, en 1872, expose de nouveau des toiles militaires au Salon : les Turcos à Wissembourg, Charge de cuirassiers à Sedan, Mil huit cent soixante dix... mais c'est la toile La mort du Prince Louis de Prusse à Saalfeld, en 1883, qui le rend célèbre. 
En 1896, Charles Castellani part au Congo avec la mission Marchand, pour le compte de L'Illustration. Il raconte les étapes, la route des caravanes de Loango à Brazzaville, puis le trajet en vapeur jusqu’à Bangui, alors simple poste militaire français établi depuis moins d'une dizaine d'années. Il ne va pas plus loin. il va avoir cinquante ans, il ne s’entend pas avec Marchand et rapporte assez d'informations pour intéresser ses lecteurs. Il écoute alors les conseils du chef de poste, Paul Comte, qui comme le docteur de l'expédition, Jules Émily, l'engage à retourner en France où il prépare un tableau représentant le départ de Bangui en pirogues de la mission Marchand. Il a dessiné les portraits de nombreux membres de la mission comme le capitaine Baratier, Marchand lui-même, d’aventuriers comme Fredon, de personnages divers rencontrés pendant les mois passés en Afrique.

## Œuvre

### Salons

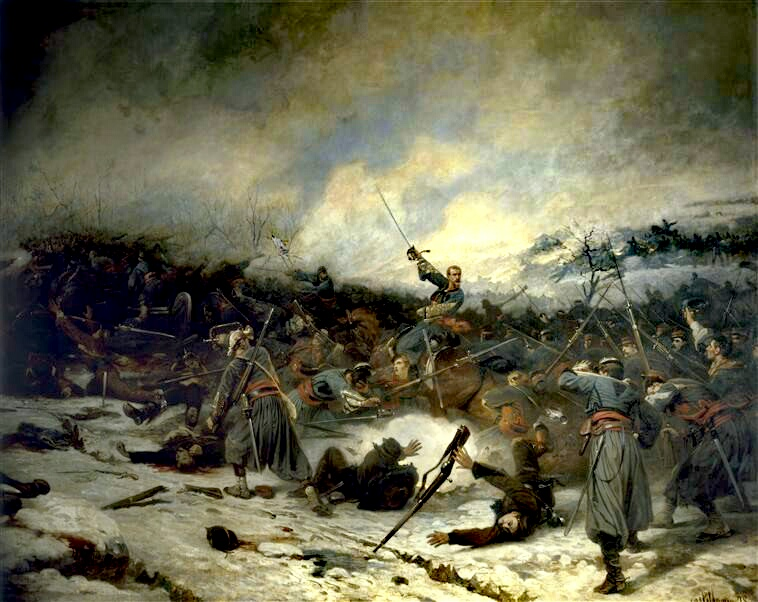
La Bataille de Loigny, peint en 1879, Musée de l'Armée, Paris.

- 1868 : Clairon de Zouaves[2] en pied, de grandeur naturelle
- 1873 : Turcos à Wissembourg[3]
- 1874 : Charge des cuirassiers à Sedan[4], dépôt de l'État au musée de l'hôtel de ville d'Autun (1874), actuel Musée Rolin
- 1875 : Charge des zouaves pontificaux et des francs-tireurs de Tours, à Loigny, le 2 décembre 1870[5]
- 1877 : Mil huit cent soixante-dix[6]
- 1879 : Marins au Bourget, le 21 décembre 1870[7]
- 1883 : Mort du prince Louis de Prusse, tué par un maréchal des logis du 10e hussards, à Saalfeld[8]
- 1885 : Mort du Commandant Rivière (Hanoï 19 mai 1883)[9]
- 1886 : Prise de la porte ouest de Son-Tay[10]

### Expositions
Charles Castellani s'est entouré d'une équipe de collègues peintres avec laquelle il a produit pas moins de dix-neuf peintures panoramiques circulaires. Celles-ci sont — malgré leurs dimensions monumentales et leur poids — fréquemment déplacées d'une ville à l'autre pour trouver un nouveau public. 
- La Bataille de Waterloo, 1880, huile sur toile circulaire exposée de 1882 à 1884 à Bruxelles dans une rotonde (1879, Henri Rieck architecte) qui a pris le nom de Castellani. La toile est ensuite transférée à Rotterdam où elle est vendue aux enchères en 1886. Elle n'est pas à confondre avec celle de Louis-Jules Dumoulin peinte en 1912 pour la célébration du centenaire de la bataille exposée à Braine-l'Alleud. Le bâtiment, fermé en 1924, abrite aujourd'hui un parking.

- La Bataille d'Ulundi, 1881
- La Défense de Belfort, exposé à partir de 1881 à Paris au Grand panorama national français (26, rue de Bondy et 3, rue du Château-d'Eau.
- La Bataille de Tétouan[11], 1882
- Les Derniers jours de Pompéi, 1882
- Le Dernier jour de la Commune de Paris, exposé en 1881 à Vienne, puis en 1883 au Grand panorama national français (26, rue de Bondy), où il connaît un succès de près d'une année. Sa promotion donne lieu à la réalisation de trois affiches par Léon Choubrac[12].
- Le Monde antédiluvien, inauguré le 20 mai 1884 à Paris, au panorama du jardin d'Acclimatation[13], spécialement construit pour l'accueillir. Le pavillon et la toile sont détruits dans un incendie le 19 septembre 1887[14].

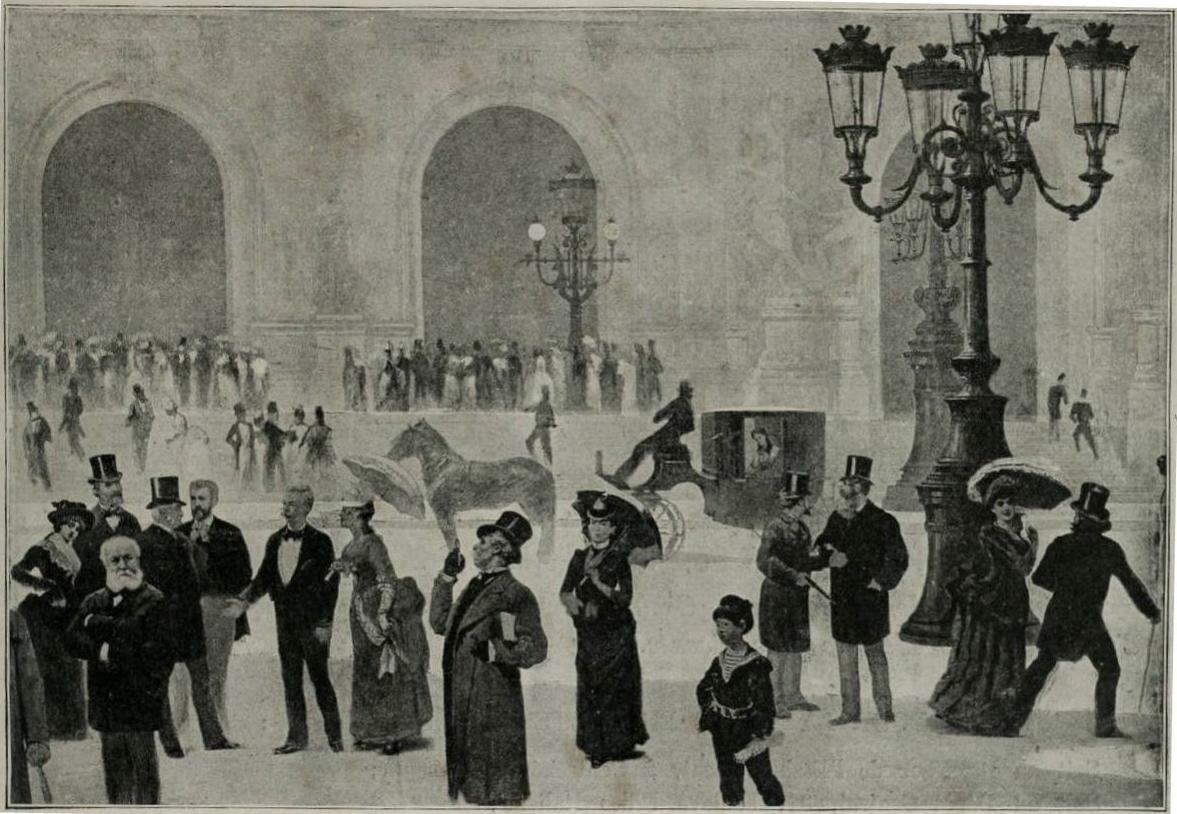
Planche du panorama le "Tout-Paris" présenté à l'Exposition universelle de Paris de 1889. Charles Castellani s'est représenté au centre-droit, à l'avant-plan du fiacre.

- Le Tout Paris est une attraction panoramique établie à l'occasion de l'Exposition universelle de Paris de 1889 sur l'esplanade des Invalides. L'affiche promotionnelle est créée par Alfred Choubrac[15].
- Les Zouaves Pontificaux au Combat de Loigny sont exposées de 1893-1895 à Paris, sur la butte Montmartre, au 23, rue Lamarck.
- L'Assaut de Jérusalem par les Croises occupe dans les mêmes années 1893 à 1895 une localité voisine, au 16, rue Lamarck.
- Le Panorama du Congo français ou Panorama de la Mission Marchand présenté en 1900 à l'exposition universelle de Paris était abrité, ensemble avec un diorama, dans un pavillon (1900, Bertone architecte) situé derrière l'aile sud-ouest du palais du Trocadéro, à droite de l'entrée publique[16] (porte 6) qui donnait accès à la section coloniale du côté de la place du Trocadéro.

### Ouvrages
- “De Courbevoie à Bangui, avec la mission Marchand”, L’Illustration,  22, 29 janvier, 12, 19, 26 février, 5, 19 mars,  2 avril, 16 juillet, pp. 82-84 et 219-221 et 242-244, 2 novembre, Paris, 1898
- Vers le Nil français avec la mission Marchand (avec 150 reproductions), Flammarion, 1898
- Les femmes au Congo (avec 66 illustrations), Flammarion, 1898
- Confidences d'un panoramiste : Aventures et souvenirs, Maurice Dreyfous et M. D'Alsace, 1899 (lire en ligne sur Gallica)
- Marchand l'africain (Illustrations de l'auteur), Flammarion, 1902
- Pour rester jeune, Flammarion, 1912